# Neptunusfontein (Poznań)

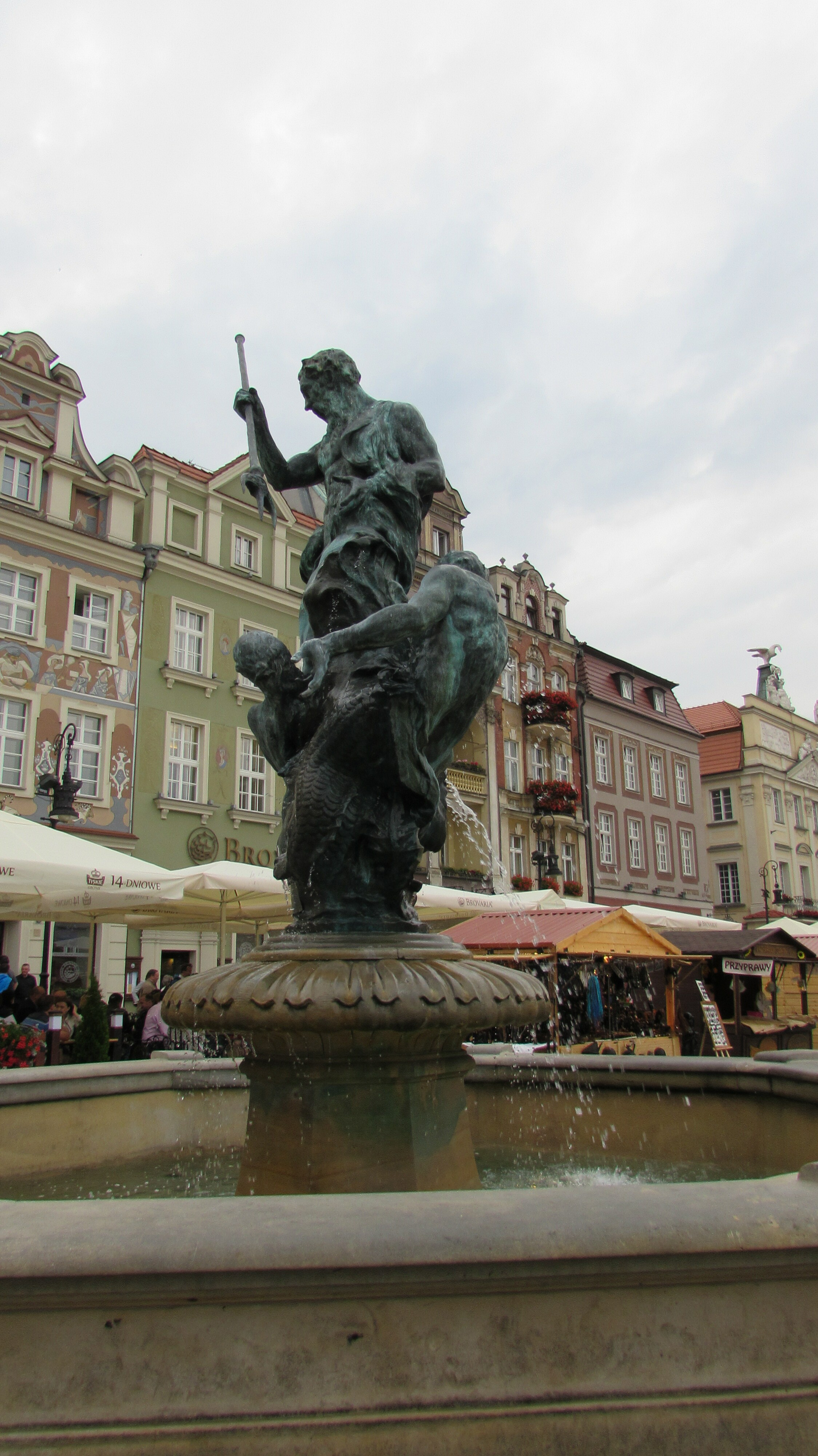
De Neptunusfontein in Poznań / Posen

De Neptunusfontein in Poznań / Posen (Pools: Fontanna Neptuna) (Duits: Neptunbrunnen) is in die stad te vinden, aan de zuidwest kant van de  Oude Markt. Deze fontein die een van de historische vier fonteinen, waarvan drie originelen werden vernietigd in de Tweede Wereldoorlog. Pas in 2004 werd de Neptunusfontein weer herplaatst en gereconstrueerd door de kunstenaar Marcin Sobczak. De fonteinen bevonden zich op de Oude Markt, vanaf de 18e eeuw. De enige originele fontein die de Tweede Wereldoorlog ongeschonden door kwam was de Proserpinafontein. De andere twee Barokke fonteinen zijn de Apollofontein en de Marsfontein. Naast de eerder genoemde fonteinen is er op dit plein nog een vijfde fontein te vinden, genaamd de Bamberkafontein uit 1915.

## Afbeeldingen

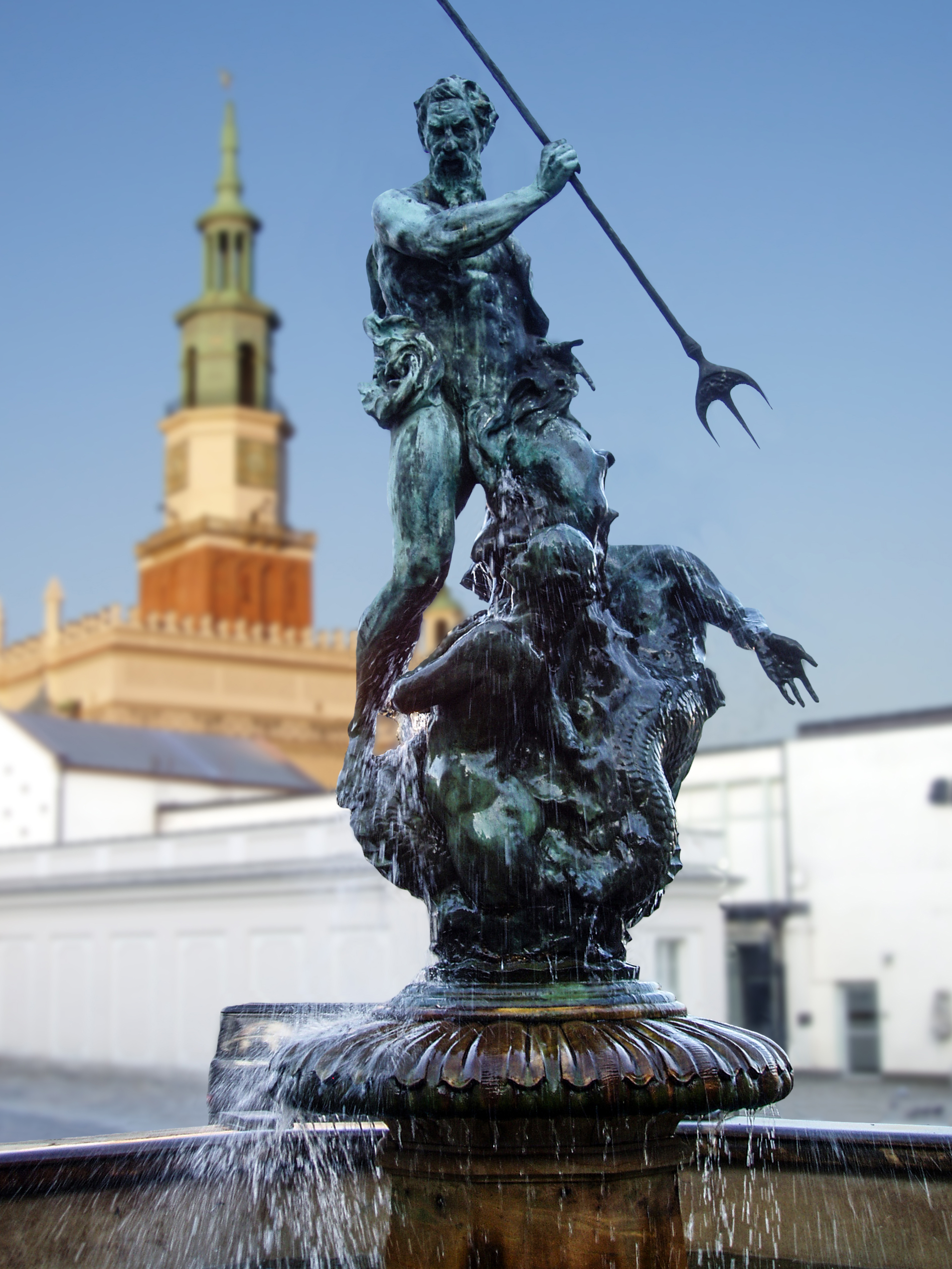
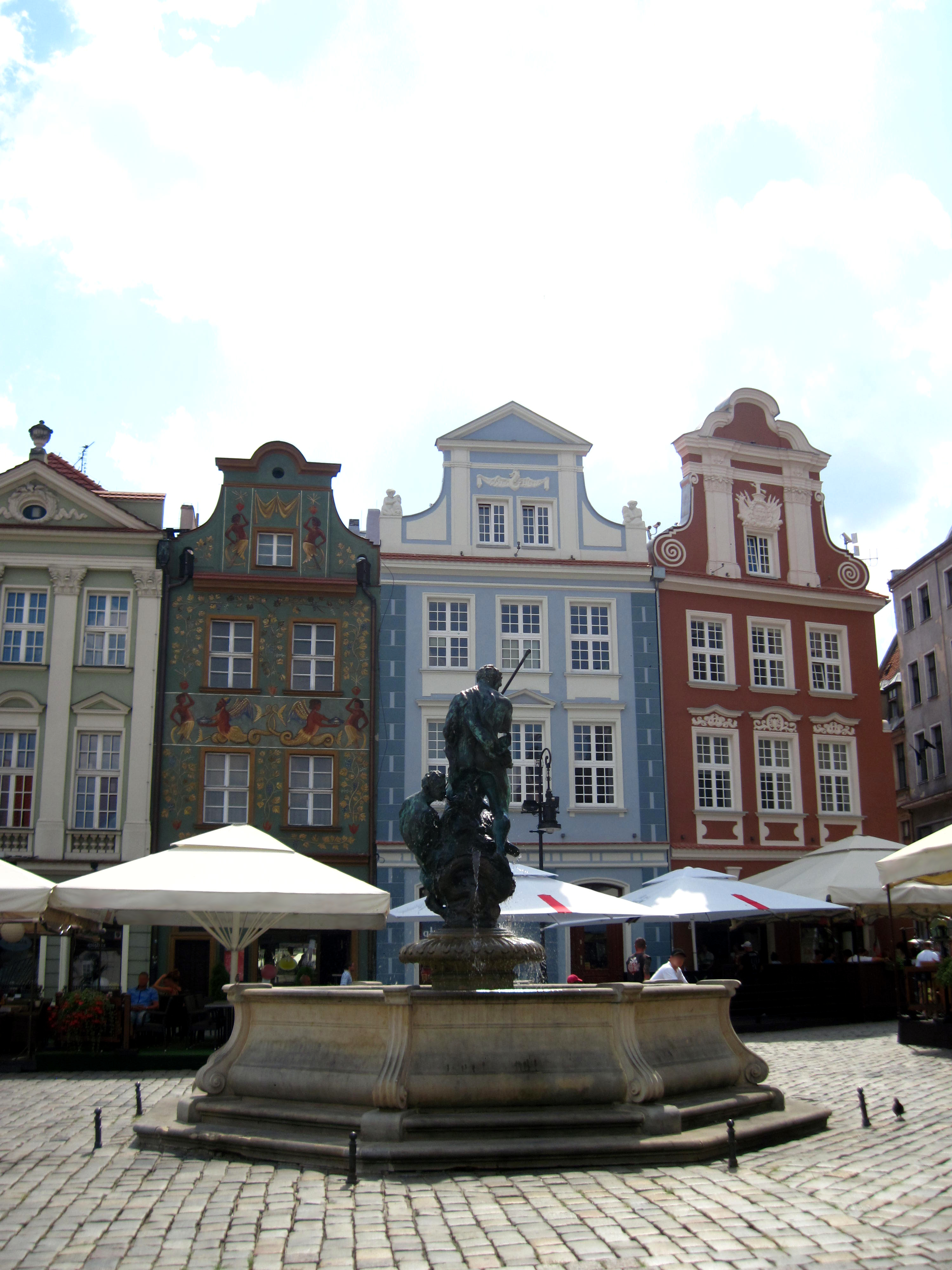
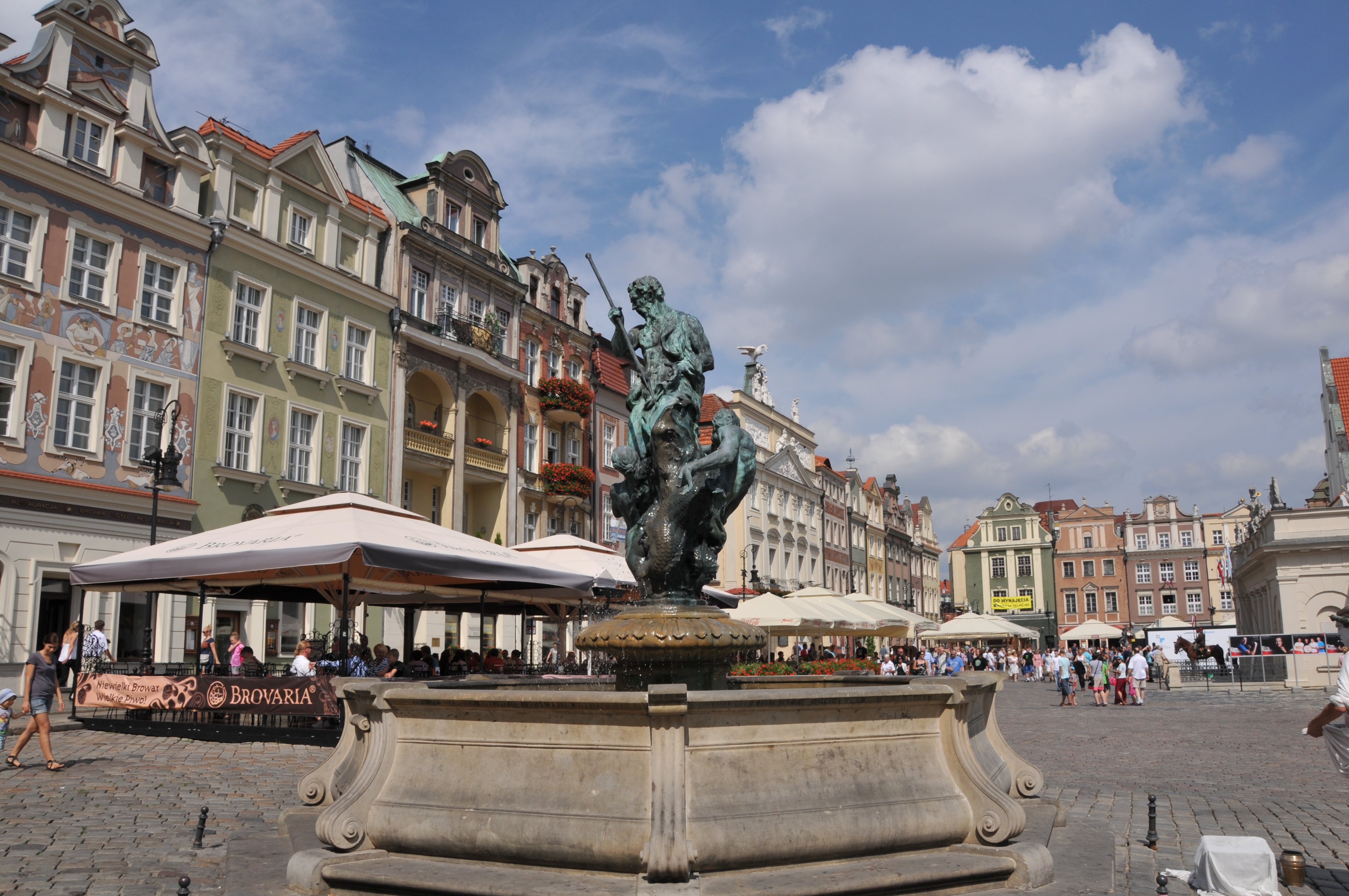